# Heliocopris colossus
Espèce
Heliocopris colossus est une espèce de scarabées bousiers originaire d'Afrique tropicale du Bénin et du Congo et de la Centrafrique, jusqu'en Afrique de l'Est.
Synonymes
- Heliocopris antenor Péringuey, 1901
- Copris gigas Olivier, 1789[2]

## Description
Ce bousier de couleur noire mesure entre 40 millimètres et 68 millimètres de longueur. Il a une apparence massive avec un corps arrondi aux élytres très chitineux et au pronotum puissant avec deux protubérances de chaque côté de l'avant du pronotum de forme conique. La tête est prolongée par une partie plate qui sert de pelle pour les excavations. Les antennes sont petites et lamelliformes. Les pattes antérieures sont denticulées pour faciliter le creusement. Les postérieures sont plus longues.